# 58184 Masayukiyamamoto
58184 Masayukiyamamoto este un asteroid din centura principală de asteroizi.

## Descriere
58184 Masayukiyamamoto este un asteroid din centura principală de asteroizi. A fost descoperit pe 7 septembrie 1991 la Geisei de Tsutomu Seki. Asteroidul prezintă o orbită caracterizată de o semiaxă mare de 2,39 ua, o excentricitate de 0,20 și o înclinație de 1,7° în raport cu ecliptica.